# افعی چاله‌مژه‌ای
افعی چاله‌مژه‌ای (نام علمی: Bothriechis schlegelii) نام یک گونه از تیره گرزه‌ماران است که در آمریکای مرکزی و جنوبی یافت می‌شود. این گونه افعی درخت‌پیما است.